# J. Jesús Castorena
José de Jesús Castorena Zavala (Jaripitío, Guanajuato, 6 de noviembre de 1901-18 de noviembre de 1990) conocido de forma común como J. Jesús Castorena, fue un abogado y político mexicano, miembro del Partido Revolucionario Institucional (PRI). Fue gobernador de Guanajuato de 1947 a 1948.

## Biografía
Nació en entonces Hacienda de Jaripitío, hoy Aldama, municipio de Irapuato. Fue licenciado en Derecho egresado de la Escuela Nacional de Jurisprudencia de la Universidad Nacional Autónoma de México (UNAM) donde se tituló en 1931 con una tesis sobre la Ley de Huelga. Ejerció como docente en la Universidad de Guanajuato y en la UNAM, donde sucedió en la cátedra de Derecho Laboral a Vicente Lombardo Toledano; publicó numeros trabajador sobre derecho labora y fue considerado una destacada autoridad en dicho tema.
Inicialmente se dedicó a la práctica privada de su profesión. Fue compañero de generación de Antonio Martínez Báez y formó parte del grupo político liderado por José Aguilar y Maya. En 1940 fue oficial mayor de la Secretaría del Trabajo y Previsión Social. Durante la Segunda Guerra Mundial fue asesor legal de la Junta Administradora de Bienes del Enemigo y luego presidente de la Junta Federal de Conciliación y Arbitraje.
El 9 de enero de 1946 se declaró la desaparición de poderes en Guanajuato como consecuencia de los inicidentes del 2 de enero anterior en la plaza principal de León de los Aldama y que removió de su cargo al gobernador Ernesto Hidalgo Ramírez. Lo sustituyó Nicéforo Guerrero Mendoza, quien renunció el 21 de septiembre de 1947, fecha en que J. Jesús Castorena fue nombrado gobernador provisional por la XL Legislatura del Congreso del Estado de Guanajuato. Castorena, sin embargo, renunció a la gubernatura el 29 de octubre de 1948, poco más de un año después de haber asumido el cargo, tras un enfrentamiento con la Legislatura.
Fue fundador y presidente de la Academia del Derecho del Trabajo y de la Previsión Social.

## Publicaciones
- El derecho de huelga en México.
- La huelga y el contrato de trabajo.[2]
- Manual de derecho obrero.